# Ledi Sayadaw
Ledi Sayadaw U Ñaṇadhaja (birman : လယ်တီဆရာတော် ဦးဉာဏဓဇ, prononcé [lɛ̀dì sʰəjàdɔ̀ ʔú ɲàna̰dəza̰]; 1er décembre 1846 – 27 juin 1923) est un moine bouddhiste d'influence Theravāda. Vénéré pour son assuétude, il est reconnu depuis un jeune âge comme étant érudit dans la théorie Abhidhamma et la pratique du bouddhisme. Il écrivit de nombreux livres sur le dhamma en Birman. Son écriture s'orientait vers les moines ainsi que vers les laïques. Il est reconnu pour avoir répandu le Dhamma à de nombreux niveaux de la société et pour avoir fait renaitre la pratique de la méditation Vipassanā.

## Biographie
Maung Tet Khaung est né dans un village du Shwebo District (en) au nord de la Birmanie. Il est alphabétisé par les moines Bhikshu. Il commence l'étude à partir de huit ans et devient Shramanera, c'est-à-dire novice, à l'âge de quinze ans. Il quitte le monastère à dix-huit ans, avant d'y revenir pour ses études.
Sayadaw commence ses études à l'age de 20 ans à Mandalay au monastère de Thanjaun. En ce temps il est considéré être un élève brillant et ambitieux mais son travail était scolaire ; il n'y a pas de preuves que Ledi se soit engagé sérieusement dans la pratique de la méditation pendant ses années à Mandalay. Il quitte la ville après un grand feu en 1883 qui cause la destruction de sa maison et de ses écrits. Il retourne dans son village natal.
Sayadaw fonde un monastère dans la forêt Ledi[Quoi ?]. Il commence à y pratiquer et enseigner la méditation.
C'est de cette forêt qu'il obtient son nom de Ledi Sayadaw qui signifie « respectable professeur de la forêt de Ledi ». En 1885, Ledi Sayadaw écrit le Nwa-myitta-sa (နွားမေတ္တာစာ), une lettre en prose poétique encourageant les moines bouddhistes à ne pas tuer ou manger de bœuf. La justification présentée est la dépendance des fermiers birmans envers les animaux de trait. Les bœufs participent à l'équilibre économique des familles. De plus la consommation de viande bovine menace d'extinction le buffle et les vaches. La pratique n'est écologiquement pas viable. Il est à l'origine de boycotts pendant l'époque coloniale. Il réussit à convaincre toute une génération de Birmans à adopter ce comportement
En 1900 Sayadaw abandonne la direction du monastère et poursuit la pratique de la méditation dans des grottes près de la rivière Chindwin.
À d'autres époques il voyage à travers la Birmanie. Grâce à son savoir de pariyatti (la théorie), il est capable d'écrire de nombreux ouvrages en Birman et en Pali. Entre autres : Paramattha-dipani (Manual of Ultimate Truth), Nirutta-dipani, (un livre sur la grammaire Pali) et Les Manuels du Dhamma. Durant la même période il maintient patipatti (la pratique) en enseignant la technique de vipassana.
Ledi Sayadaw est l'une des figures les plus influentes de son temps. Il est fort actif dans la renaissance de la tradition originale de Vipassana en la rendant accessible à ceux qui ont fait vœux de renoncement ainsi qu'aux laïcs. Plusieurs de ses écrits sont toujours consultables dont certains en anglais à la Buddhist Publication Society.
Après sa mort en 1923, des enseignants influents, tels que Sayagyi U Ba Khin, S. N. Goenka, Mahasi Sayadaw et bien d'autres, ont diffusé les enseignements en Occident.